# ميلرزفيل
ميلرزفيل (بالإنجليزية: Millersville)‏ هي هي مدينة تقه بين مقاطعتي روبرتسون وسامنر في ولاية تينيسي في الولايات المتحدة. بلغ عدد السكان 5,308 في تعداد العام 2000 وارتفع إلى 6,471 في تعداد العام 2007